# Rhyzobius chrysomeloides
Rhyzobius chrysomeloides  (лат.) — вид божьих коровок из подсемейства Coccidulinae.

## Описание
Жук длиной 3—3,3 мм. Килевидные линии переднегруди соединяются дугообразно. Пенис длиннее парамер, без отростка.